# سامانه (چینه‌شناسی)
| گاه‌چینه‌شناسی          | زمین‌گاه‌شناسی | یادداشت‌ها                                     |
| --------------------- | ------------ | --------------------------------------------- |
| چینه‌ابردوران Eonothem | ابردوران Eon | جمعاً ۴ ابردوران. نیم میلیارد سال یا بیشتر     |
| چینه‌دوران Erathem     | دوران Era    | ۱۰ دوران شناخته‌شده. چندصد میلیون سال          |
| سامانه System         | دوره Period  | ۲۲ دوره شناخته‌شده. ده‌ها تا حدود صد میلیون سال |
| ردیف Series           | دور Epoch    | ۳۴ دور شناخته‌شده. ده‌ها میلیون سال             |
| اشکوب Stage           | عصر Age      | ۹۹ عصر شناخته‌شده. میلیون‌ها سال                |
| گاه‌بازه Chronozone    | گاه Chron    | زیربخش عصر. توسط ICS به‌کار نمی‌رود.            |

در گاهنگاری چینه‌شناسی، مجموعه چند ردیف یک سامانه (سیستم) را به وجود می‌آورد. نام هر سامانه از نام یک ناحیه مشخص یا ردیفی از رسوبات به‌خصوص یا از نام سنگواره‌های ویژه برگرفته می‌شود.
برای نمونه، در حالت اول در دوران دیرینه‌زیستی نام سامانه دوونین از ناحیه دِوون، واقع در جنوب غرب انگلستان و در دوران دوم سامانه ژوراسیک از ناحیه ژورا واقع در بین آلمان و فرانسه گرفته شده‌است.
در حالت دوم نام سامانه کربنیفر از رسوبات کربن‌دار (زغال‌دار) و همچنین نام سامانه کرتاسه از کلمه یونانی کرتا به مفهوم رسوبات کربناته مشتق شده‌است. سرانجام در حالت سوم دوره نومولیتیک که یک زیرسامانه به‌شمار می‌رود و مترادف پالئوژن است، نامش از فسیل نومولیتس اخذ گردیده‌است. بعضی از سامانه‌ها به زیرسامانه نیز تقسیم شده‌است؛ مثلاً سامانه ژوراسیک در قدیم به زیرسامانه‌های لیاس، دوگر و مالم تقسیم می‌شد.